# 공개수사 실종
공개수사 실종(公開搜査 失踪)은 2004년 11월 6일부터 2005년 3월 26일까지 방송된 교양 프로그램이다.

## 이 프로그램의 특이점
- 공개수사 실종은, 전편인 공개수배 사건 25시와 다르게 방송이 끝나기 전 다른 실종자들의 얼굴과 인상착의, 담당 경찰서의 이름과 제보할 연락처들을 알려준다.
- 실종자들의 얼굴, 인상착의를 소개할 때 뒤에 깔리는 백그라운드 뮤직(BGM)은 긴장감과 동시에 집중도를 높여줄 만한 음악이다. 또, 제보를 이끌어 내는 효과도 있다. 마치, 공개수배 사건 25시, 특종! 사건파일을 연상케 하는 느낌이다. 본 프로그램 방송 당시, BGM에 관해 시청자게시판에 항의글이 올라오기도 하였다.

## 방영 목록
| 회차            | 방송 일자  | 부제 (서브 타이틀)                                                      | 비고 (결방 및 편성 변경 안내) |
| --------------- | ---------- | ----------------------------------------------------------------------- | --- |
| 제1회           | 2004/11/06 | 바람처럼 사라진 아이 - 충남 천안/女高生 박수진 실종 사건                | |
| 제2회           | 2004/11/13 | 아가야! 어딨니? - 경기 광주 우정선 어린이 실종 사건                     | |
| 제3회           | 2004/11/20 | 민주를 돌려주세요 - 부산 / 백민주(당시 12세/초등학교 5학년)양 실종 사건 | |
| 제4회           | 2004/11/27 | 부산 송갑순(女) 실종 사건                                               | |
| 제5회           | 2004/12/04 | 부산 모영광(男) 어린이 실종                                             | |
| 제6회           | 2004/12/11 | 전남 화순 - 백영덕 할머니(82세)실종 사건                                | |
| 제7회           | 2004/12/18 | 경북 구미 - 장윤정(女) 실종 사건                                        | |
| 제8회           | 2005/01/15 | 경북 상주 변사 사건 / 충북 청주 실종 사건                               | 2004년 12월 25일 방송분은, 2004 KBS 연예대상 시상식 중계방송으로 인해 결방되었다. 1월 1일 방송분은, 신년특선 토요명화 '반지의 제왕' 편성으로 인해 결방되었다. 1월 8일 방송분은, 앙코르 드라마 '겨울연가' 편성으로 인해 결방되었다. |
| 제9회           | 2005/01/22 | 가족 품으로 돌아 온 지은이 / 기다린다, 순용아!                          | |
| 제10회          | 2005/01/29 | 돌아온 딸 김순용 / 출근길에 사라진 정유진 / 사라져 버린 아내와 세딸     | |
| 제11회          | 2005/02/05 | 돌아오지 않는 맏아들 / 사랑하는 당신, 보고 싶어요                       | |
| 제12회          | 2005/02/12 | 아내의 실종 / 돌아오지 않는 송이                                        | |
| 제13회          | 2005/02/19 | 가족의 품으로 돌아온 김기훈 군 / 진호의 실종                            | |
| 제14회          | 2005/02/26 | 미궁의 실종 / 엄마의 애끓는 기다림 / 혼자 남겨진 남편의 슬픔            | |
| 제15회          | 2005/03/05 | 사라진 은지 / 아내의 실종 / 모두 잠든 사이                              | |
| 제16회          | 2005/03/12 | 충북 청원 조상묵씨 / 부산 권경란씨 실종 사건                            | |
| 제17회          | 2005/03/19 | 부산 조금선씨 / 안양 김양수군 / 부산 기장 권태식씨 실종 사건            | |
| 제18회 (최종회) | 2005/03/26 | 전남 강진 / 김성주(女, 당시 9세)어린이 실종 사건                        | |

## 같이 보기
- 역사저널 그날 (KBS 1TV)
- 제보자들, 표리부동 (KBS 2TV)
- 생방송 방과 후 듄듄 (EBS 1TV)
- 우리시대, 리얼스토리 눈 (MBC TV)
- 긴급출동 SOS 24, 심장이 뛴다, 꼬리에 꼬리를 무는 그날 이야기, 당신이 혹하는 사이 (SBS TV)
- 진상월드 (MBN)
- 구조신호 시그널 (TV조선)
- 알쓸범잡 (tvN)
- 이숙영의 러브FM, 윤수현의 천태만상 (SBS 러브FM)
- 김영철의 파워FM, 두시탈출 컬투쇼 (SBS 파워FM)
- 황우창의 음악정원 (cpbc FM)
- 여성시대, 싱글벙글쇼, 지금은 라디오 시대 (MBC 표준FM)

## 결방
- 2004년 12월 25일 방송분은, 2004 KBS 연예대상 시상식 중계방송으로 인해 결방되었다.

- 1월 1일 방송분은, 신년특선 토요명화 '반지의 제왕' 편성으로 인해 결방되었다.

- 1월 8일 방송분은, 앙코르 드라마 '겨울연가' 편성으로 인해 결방되었다.